# Fédération Comorienne de Football

Ehemaliges Logo des Verbandes

Die Fédération Comorienne de Football (FCF) ist der Dachverband der Fußballvereine auf den Komoren. Er hat seinen Sitz in der Hauptstadt Moroni.
Der FCF ist seit 2005 Mitglied der FIFA, seit 2000 Mitglied des afrikanischen Fußballverbandes CAF und seit 2003 der arabischen Fußball-Union UAFF. 2007 schloss sich der Verband zudem dem Fußballverband des südlichen Afrika COSAFA an.

## Ligen und Wettbewerbe
- Championnat des Comores (drei Meister von den drei Inseln) – Sieger 2013: Komorozine Domoni
  - Championat Anjouan (10 Vereine) – Sieger 2013: Komorozine Domoni
  - Championat Grande Comore (12 Vereine) – Sieger 2013: Enfants des Comores
  - Championat Moheli (acht Vereine) – Sieger 2013: nicht ausgetragen

## Nationalmannschaften
- Komorische Fußballnationalmannschaft der Männer
- Komorische Fußballnationalmannschaft der Frauen